# Battousai
Battousai (抜刀斎) is een term die gebruikt wordt in de fictionele wereld van de mangas en animes van Rurouni Kenshin.
Battousai is de bijnaam voor een bepaalde zwaardvechter, de protagonist in Rurouni Kenshin. Hij was ervaren in Battoujutsu, een techniek die vereist dat het zwaard in een vloeiende beweging uit zijn schede kan getrokken worden. Battou betekent letterlijk zwaard trekken en sai is een suffix om (professionele) namen aan te duiden.